# 秒針を噛む
「秒針を噛む」（びょうしんをかむ）は、ずっと真夜中でいいのに。の楽曲。1作目のデジタル配信限定シングルとしてEMI Recordsより2018年8月30日に各音楽配信サービスにてリリースされた。

## 概要
- リリース前の2018年6月4日に本楽曲のミュージックビデオをYouTubeに投稿し、ずっと真夜中でいいのに。としての活動を開始した[6]。
- 2020年5月12日に、同曲のミュージックビデオの再生回数が5000万回を突破し[7][8][9]、翌年2021年9月3日に1億回再生を突破した[10]。
- 2021年2月12日に、YouTube上にTHE FIRST TAKEの動画を投稿した[5]。
- 九州朝日放送（KBCテレビ）（福岡県福岡市中央区、テレビ朝日系列）のクロージングBGMにも起用されている。
- 2020年7月にRIAJストリーミング認定がシルバーになり、2021年1月にはゴールドに、2022年4月にはプラチナになった[4]。
- ミュージックビデオはアニメーション作家であるWabokuが制作した[11]。

## 収録内容
| #         | タイトル       | 作詞      | 作曲          | 編曲      | 時間 |
| --------- | -------------- | --------- | ------------- | --------- | ---- |
| 1.        | 「秒針を噛む」 | ACAね     | ACAね, ぬゆり | ぬゆり    | 4:19 |
| 合計時間: | 合計時間:      | 合計時間: | 合計時間:     | 合計時間: | 4:19 |

## カバー
秒針を噛む
- Morfonica［倉田ましろ（進藤あまね）］ - ゲーム『バンドリ! ガールズバンドパーティ!』に収録（2020年5月10日追加)[12][13]

## 収録アルバム
- 『正しい偽りからの起床』(#1)
- 『潜潜話』(#13)